# Данијел Денет
Данијел Клемент Денет III (Бостон, 28. март 1942 — Портланд, 19. април 2024) био је амерички филозоф, писац и когнитивни научник, који је изучавао филозофију ума, филозофију науке и филозофију биологије, нарочито области у вези са еволуционом биологијом и когнитивним наукама.
Био је професор на Универзитету Тафтс. Денет је био атеиста и секулариста, као и члан саветодавног одбора Коалиције за секуларну Америку. За Денета се говорило да је један од "Четири јахача Новог атеизма", заједно са Ричардом Докинсом, Семом Харисом, и покојним Кристофером Хиченсом.

## Младост и образовање
Денет је рођен 28. марта 1942. у Бостону у Масачусетсу, син Рут Марџори (рођене Лек) и Данијела Клемента Денета млађег. Денет је провео део детињства у Либану, где је током Другог светског рата његов отац био тајни контра-обавештајни агент. Када је имао пет година, његова мајка га је вратила у Масачусетс, након што је његов отац погинуо у авионској несрећи. Денет каже да се први пут сусрео са појмом филозофије док је похађао летњи камп са 11 година. Тада му је неко рекао: "Знаш ли шта си ти, Данијеле? Ти си филозоф."
Денет је завршио Академију Филипс Ексетер 1959. године и након тога провео годину дана на Универзитету Веслејан, пре него што је дипломирао филозофију на Универзитету Харвард 1963. године. Године 1965. је докторирао филозофију на Универзитету у Оксфорду. Денетова сестра је новинарка Шерлот Денет.
Денет себе описује као "самоука, тачније, човека који је провео стотине сати у неформалном учењу свих поља водећих светских наука које га занимају."
Добио је многе стипендије, укључујући и стипендију Фулбрајтовог програма. Такође је био члан Међународне академије хуманизма.  2004. године именован је за хуманисту године.
2012. године му је додељена Еразмова награда, годишња награда за особу која је дала изузетан допринос европској култури и друштву. Додељена му је "за његову способност да приближи културни значај науке и технологије широј публици."

## Породица
Денет се оженио са Сузан Бел 1962. Живели су Масачусетсу и имали ћерку, сина и четворо унучади. Денет је био љубитељ једрења.

### На српском
Денетову књигу Разбијање чаролије: религија као природна појава (енг. Breaking the Spell: Religion as a Natural Phenomenon) је на српском објавила издавачка кућа McMillan.